# Thompson Mann
Harold Thompson Mann (Norfolk, Virginia, 1942. december 1. – 2019. április 4.) olimpiai bajnok amerikai úszó.

## Pályafutása
Az 1964-es tokiói olimpián 4 × 100 m vegyes váltóban aranyérmet nyert. Mann hátúszásban, Bill Craig mellúszásban, Frederick Schmidt pillangóban és Steve Clark gyorsúszásban volt a győztes váltó tagja. A versenyt 3:58,4-es világcsúccsal nyerték meg.

## Sikerei, díjai
4 × 100 m vegyes váltó
- Olimpiai játékok
  - aranyérmes: 1964, Tokió